# Port-sandwich
Le port-sandwich (ou lamap) est une langue océanienne parlée par 1 200 locuteurs au sud-est de Malekula, au Vanuatu. Il possède plusieurs dialectes.